# Lampides michaeli
Lampides michaeli är en fjärilsart som beskrevs av Kroon 1980. Lampides michaeli ingår i släktet Lampides och familjen juvelvingar. Inga underarter finns listade i Catalogue of Life.